# Cheick Yvhane
 (avril 2024).
La mise en forme du texte ne suit pas les recommandations de Wikipédia : il faut le « wikifier ».
Les points d'amélioration suivants sont les cas les plus fréquents. Le détail des points à revoir est peut-être précisé sur la page de discussion.
- Les titres sont pré-formatés par le logiciel. Ils ne sont ni en capitales, ni en gras.
- Le texte ne doit pas être écrit en capitales (les noms de famille non plus), ni en gras, ni en italique, ni en « petit »…
- Le gras n'est utilisé que pour surligner le titre de l'article dans l'introduction, une seule fois.
- L'italique est rarement utilisé : mots en langue étrangère, titres d'œuvres, noms de bateaux, etc.
- Les citations ne sont pas en italique mais en corps de texte normal. Elles sont entourées par des guillemets français : « et ».
- Les listes à puces sont à éviter, des paragraphes rédigés étant largement préférés. Les tableaux sont à réserver à la présentation de données structurées (résultats, etc.).
- Les appels de note de bas de page (petits chiffres en exposant, introduits par l'outil «  Source ») sont à placer entre la fin de phrase et le point final[comme ça].
- Les liens internes (vers d'autres articles de Wikipédia) sont à choisir avec parcimonie. Créez des liens vers des articles approfondissant le sujet. Les termes génériques sans rapport avec le sujet sont à éviter, ainsi que les répétitions de liens vers un même terme.
- Les liens externes sont à placer uniquement dans une section « Liens externes », à la fin de l'article. Ces liens sont à choisir avec parcimonie suivant les règles définies. Si un lien sert de source à l'article, son insertion dans le texte est à faire par les notes de bas de page.
- La présentation des références doit suivre les conventions bibliographiques. Il est recommandé d'utiliser les modèles {{Ouvrage}}, {{Chapitre}}, {{Article}}, {{Lien web}} et/ou {{Bibliographie}}. Le mode d'édition visuel peut mettre en forme automatiquement les références.
- Insérer une infobox (cadre d'informations à droite) n'est pas obligatoire pour parachever la mise en page.

Pour une aide détaillée, merci de consulter Aide:Wikification.
Si vous pensez que ces points ont été résolus, vous pouvez retirer ce bandeau et améliorer la mise en forme d'un autre article.
Cheick Yvhane, né le 16 août 1980 à Abidjan en Côte d’Ivoire, est un animateur télé journaliste, entrepreneur, écrivain, acteur ivoirien. Il est directeur des programmes de la première chaîne de télévision privée de Côte d'Ivoire (NCI).

## Biographie

### Etudes et Formations
Après le CEPE qu'il obtient à l'école Raymond Declerc, il entre au Lycée Garçons de Bingerville où il obtient le Bepc. Il obtient un Baccalauréat B en 1999 au Lycée Technique d’Abidjan. Il continue ses études aux États-Unis en octobre 2013 et obtient un Certificat en Télévision Production à l’Academy of Radio and Television Broadcasting. Ensuite, en 2019, il obtient  le diplôme Executive MBA à HEC Paris.

### Carrière Professionnelle
Sa carrière de journaliste débute en 2002 lorsqu'il rejoint  Radio Nostalgie Côte d'Ivoire. Il gravit rapidement les échelons et devient un présentateur principal, animant plusieurs programmes populaires. En 2006, il décroche le Prix du meilleur journaliste radio de Côte d’Ivoire.
En 2009, il devient Rédacteur en chef de Radio Nostalgie. En 2010, il occupe le poste de directeur des programmes adjoint et directeur des Programmes de Radio Nostalgie. Il sera plus tard nommé Directeur général de Radio Nostalgie. Cheick Yvhane a activement participé à la création de télévision de la Nouvelle Chaîne Ivoirienne (NCI) née en 2019 et devient directeur des programmes de la même chaîne en 2020. Il est le présentateur de l’émission la Télé D’ici sur la NCI.

### Entrepreneuriat
Cheick Yvhane a fondé rCWaï, une agence de médias et de communication spécialisée dans l'élaboration et la mise en œuvre de plans de communication stratégiques pour les entreprises et les organisations. Il est aussi le fondateur de Réflexions Yvhanesk, une entreprise spécialisée dans la production audiovisuelle, l'évènementiel et le Marketing. Il est le cofondateur d’Esprit Mag, un magazine lifestyle axé sur la culture et le divertissement africain.

### Activités littéraires et Cinéma
Cheick Yvhane est auteur de plusieurs livres dont Regard, chroniques illustrées; Pathé’O, de fil en aiguille; Côte d'Ivoire On va se réconcilier pian!  En 2023, il incarne le rôle principal dans le film Marabout Chéri de Kadhy Touré.
En 2023 avec Ismaël Sy Savané, il lance la première édition de la cérémonie de récompense nommé les "JAYLY Awards". C'est une cérémonie de distinction des acteurs africains de la musique.

## Articles Connexes
- Konnie Touré